# Wereldkampioenschap voetbal 2018 (achtste finale) Colombia - Engeland
Dit artikel gaat over de wedstrijd in de achtste finales tussen Colombia en Engeland die gespeeld werd op dinsdag 3 juli 2018 tijdens het wereldkampioenschap voetbal 2018. Het duel was de zesenvijftigste wedstrijd van het toernooi.

## Voorafgaand aan de wedstrijd
- Colombia stond bij aanvang van het toernooi op de zestiende plaats van de FIFA-wereldranglijst.[1]
- Engeland stond bij aanvang van het toernooi op de dertiende plaats van de FIFA-wereldranglijst.[2]
- Deze confrontatie tussen de nationale elftallen van Colombia en Engeland was de zesde in de historie.[3]
- Het duel vond plaats in de Otkrytieje Arena in Moskou. Dit stadion werd in 2014 geopend en kan 45.360 toeschouwers herbergen.

## Wedstrijdgegevens[4]
| Datum                | 3 juli 2018                                                                                | 3 juli 2018                                                                                |
| Wedstrijdnummer      | 56                                                                                         | 56                                                                                         |
| Stadion              | Otkrytieje Arena, Moskou                                                                   | Otkrytieje Arena, Moskou                                                                   |
| Toeschouwers         | 44.190                                                                                     | 44.190                                                                                     |
| Scheidsrechter       | Mark Geiger                                                                                | Mark Geiger                                                                                |
| Assistenten          | Joe Fletcher Frank Anderson                                                                | Joe Fletcher Frank Anderson                                                                |
| Vierde official      | Matthew Conger                                                                             | Matthew Conger                                                                             |
| Videoscheidsrechters | Danny Makkelie Carlos Astroza (assistent) Paweł Gil (assistent) Mauro Vigliano (assistent) | Danny Makkelie Carlos Astroza (assistent) Paweł Gil (assistent) Mauro Vigliano (assistent) |
| Man van de wedstrijd | Harry Kane                                                                                 | Harry Kane                                                                                 |
|                      | Colombia                                                                                   | Engeland                                                                                   |
| Doelpunten           | 1                                                                                          | 1                                                                                          |
| Gele kaarten         | 6                                                                                          | 2                                                                                          |
| Rode kaarten         | 0                                                                                          | 0                                                                                          |
| Wissels              | 4                                                                                          | 4                                                                                          |
| Schoten op doel      | 4                                                                                          | 2                                                                                          |
| Schoten naast doel   | 7                                                                                          | 9                                                                                          |
| Overtredingen        | 23                                                                                         | 13                                                                                         |
| Hoekschoppen         | 2                                                                                          | 7                                                                                          |
| Buitenspel           | 1                                                                                          | 2                                                                                          |
| Balbezit (%)         | 49                                                                                         | 51                                                                                         |

| Colombia | 1 – 1           | Engeland |
| (Juan Cuadrado) Yerry Mina 90+3' | goals (assists) | 57' (pen.) Harry Kane |
| Radamel Falcao Juan Cuadrado Luis Muriel Mateus Uribe Carlos Bacca | strafschoppen   | Harry Kane Marcus Rashford Jordan Henderson Kieran Trippier Eric Dier |
| José Pékerman | bondscoach      | Gareth Southgate |
| David Ospina Santiago Arias 116' Yerry Mina Davinson Sánchez Johan Mojica Wílmar Barrios Carlos Sánchez 79' Jefferson Lerma 61' Juan Cuadrado Juan Fernando Quintero 88' Radamel Falcao | opstellingen    | Jordan Pickford 113' Kyle Walker John Stones Harry Maguire Kieran Trippier Jordan Henderson 81' Dele Alli Jesse Lingard 102' Ashley Young 88' Raheem Sterling Harry Kane |
| Carlos Bacca 61' Mateus Uribe 79' Luis Muriel 88' Cristián Zapata 116' | wissels         | 81' Eric Dier 88' Jamie Vardy 102' Danny Rose 113' Marcus Rashford |
| Wílmar Barrios 41' Santiago Arias 52' Carlos Sánchez 54' Radamel Falcao 63' Carlos Bacca 64'                                                                                            | gele kaarten    | 56' Jordan Henderson 69' Jesse Lingard |
| | rode kaarten    | |